# وليد عبدلله أيوب
وليد عبدلله أيوب (1948-2024) مستشار وقائد سياسي من مواليد بلدة الجورة في عسقلان، هُجر مع عائلته إلى قطاع غزة بسبب النكبة الفلسطينية، واستقر في مخيم الشاطىء. تلقى تعليمه الأساسي والثانوي فيه، وحصل على ليسانس الحقوق من جامعة الإسكندرية في مصر. وهو أحد أعمدة الرياضة الفلسطينية وروادها المؤسسين للحركة الرياضية المعاصرة بعد حرب حزيران عام 1967. توفي في 4 يوينو 2024 عندما كان يتلقى العلاج في مستشفى الشيخ الزايد في جمهورية مصر العربية، بعد أن سافر إليها جرّاء الحرب الفلسطينية الإسرئيلية 2023.

## حياته العملية
عُين أبو عبدلله مديراً عاماً لوزارة الإسكان الفلسطينية، في عهد السلطة الوطنية الفلسطينة في قطاع غزة، ومستشاراً قانونياً لمحكمة التحكيم الرياضي الفلسطيني، وشغل منصب نائب رئيس اللجنة الأولمبية الفلسطينية، وعضواً للمكتب الحركي الرياضي المركزي. كما عمل سكرتيراً عاماً في رابطة الأندية الرياضية، ومديرية دائرة الإحصاء في قطاع غزة، عمل على تحقيق الوحدة الرياضية في قطاع غزة بعد الانقسام في عام 2002.